# Polyethyleentereftalaatglycol
Polyethyleentereftalaatglycol (PETG) is een modificatie van polyetheentereftalaat (PET) die bepaalde nadelen van pet ondervangt.
PET heeft als nadeel dat het ondoorzichtig wordt bij traag afkoelen omdat het gedeeltelijk kristalliseert. Dit wordt voor dunne onderdelen tegengegaan door snel afkoelen (bijvoorbeeld in petflessen die transparant moeten blijven). Als veel warmte uit dikke stukken afgevoerd moet worden dan lukt dat niet meer. Vervangen van een deel van de ethyleenglycol (1,2-ethaandiol) door dimethanolcyclohexaan als diol bij de productie van dit ester resulteert in veel sterische hindering (door de stoel- en boot-conformaties van cyclohexaan). Deze kunststof, PETG genaamd omdat de glycol aangepast is, heeft een veel lager(e) smelttemperatuur en blijft transparant bij om het even welke manipulatie, wat zeer interessant is bij thermovormen van stukken uit PETG film/plaat.